# Sophie von Haselberg
Sophie Frederica Alohilani von Haselberg (Los Angeles, 14 de novembro de 1986) é uma atriz americana. Ela é mais conhecida por interpretar Natasha em American Princess.

## Filmografia

### Cinema
| Ano  | Título               | Papel             | Notas          |
| ---- | -------------------- | ----------------- | -------------- |
| 2015 | Irrational Man       | April             |                |
| 2016 | Equity               | Marin             |                |
| 2016 | A Woman, a Part      | Alex              |                |
| 2017 | Future '38           | Iota              |                |
| 2017 | YOYO                 | Caroline          | Curta-metragem |
| 2017 | Ghosts of New York   | Garota no celular | Curta-metragem |
| 2018 | Ask for Jane         | Joyce             |                |
| 2018 | The Second Sun       | Mulher no Mercado |                |
| 2022 | Give Me Pity!        | Sissy St. Claire  |                |
| 2023 | Merry Good Enough    | Kate              |                |
| 2024 | Love... Reconsidered | Ruby              |                |
| 2024 | The Fabulous Four    | Amanda            |                |
| 2025 | By Design            | Len               |                |
| 2025 | Fantasy Life         | Becky             |                |
| 2025 | Poreless             | Karen             | Curta-metragem |

### Televisão
| Ano       | Título                                                    | Papel           | Notas                        |
| --------- | --------------------------------------------------------- | --------------- | ---------------------------- |
| 2016      | Broadcasting Christmas                                    | Gina Serrato    | Telefilme                    |
| 2017      | The Wizard of Lies                                        | Nicole De Bello | Telefilme                    |
| 2017      | House of Cards                                            | Tanya Benson    | 2 episódios                  |
| 2018      | The Assassination of Gianni Versace: American Crime Story | Linda           | 2 episódios                  |
| 2019      | American Princess                                         | Natasha         | 8 episódios                  |
| 2019-2021 | Pose                                                      | Syd             | 3 episódios                  |
| 2021      | Halston                                                   | Renee           | Episódio: "The Party's Over" |
| 2023      | American Horror Story: Delicate                           | Mary I          | Episódio: "Vanishing Twin"   |
| 2024      | Evil                                                      | Brittany        | Episódio: "Fear of the End"  |

### Teatro
| Ano  | Título      | Papel           | Notas        |
| ---- | ----------- | --------------- | ------------ |
| 2014 | Billy & Ray | Helen Hernandez | Off-Broadway |